# Bernhard von Hövel
Bernhard von Hövel (* im 15. Jahrhundert; † 20. Januar 1449) war Vizedominus und Domherr in Münster.

## Leben
Bernhard von Hövel entstammte einer ritterlichen Familie von Hövel, die einen dreimal quergeteilten Schild als Wappen führte. Seine genaue Abstammung ist nicht belegt. Als Domherr zu Münster findet er erstmals am 27. April 1431 urkundliche Erwähnung, nachdem er seit April 1422 als Kanoniker am Alten Dom in Münster tätig war. Als Vizedominus ist er seit dem 23. August 1443 nachweisbar. In dieser Funktion war Bernhard Stellvertreter des Landesherrn.
Er war Inhaber des Archidiakonats in Hervest und Mitglied des Domkalands. Sein Nachfolger im Amt des Vizedominus war Dietrich Haver.